# Saunders Mac Lane

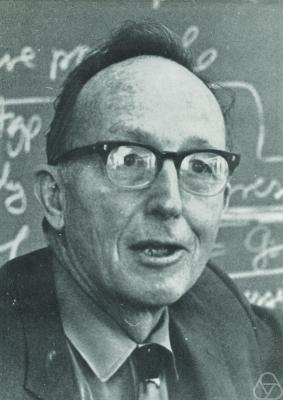
Saunders Mac Lane

Saunders Mac Lane (* 4. August 1909 in Taftville, Connecticut; † 14. April 2005 in San Francisco, Kalifornien) war ein US-amerikanischer Mathematiker. Er gilt zusammen mit Samuel Eilenberg als der Begründer der Kategorientheorie.

## Leben
Mac Lanes Vater, ein Geistlicher, starb 1924. Danach zog Mac Lane zu seinen Großeltern und beendete 1926 die High School. Von 1926 bis 1930 studierte Mac Lane in Yale. Nach seinem Bachelorabschluss 1930 erhielt er ein einjähriges Forschungsstipendium an der Universität von Chicago mit dem Masterabschluss 1931. Hier traf er Eliakim Hastings Moore, auf dessen Anraten er 1931 zur Promotion nach Göttingen ging, dem damaligen Zentrum der mathematischen Forschung.
Im Juli 1933 legte er seine Dissertation mit dem Titel Abgekürzte Beweise im Logikkalkül vor. Inhaltlich wurde seine Arbeit durch Paul Bernays betreut, der aber als Jude nach der Machtergreifung der Nationalsozialisten seine Stelle verloren hatte und nach Zürich gegangen war.  Sein offizieller Doktorvater wurde daher Hermann Weyl. Auf Grund der politischen Lage in Deutschland verließ Mac Lane kurz darauf Göttingen und ging wieder nach Amerika. Von 1933 bis 1934 hatte er ein Stipendium an der Yale University. Er war 1934 bis 1936 Pierce-Instructor an der Harvard University, 1936/37 Instructor an der Cornell University und 1937/38 Instructor an der University of Chicago, bevor er 1938 eine Stelle als Assistant Professor in Harvard annahm, wo er danach Professor wurde. Während des Zweiten Weltkrieges lehrte und forschte Mac Lane in angewandter Mathematik an der Columbia-Universität in New York, wo er 1944/45 Direktor der Applied Mathematics Group war. Er wurde 1947 auf einen Lehrstuhl in Chicago berufen. Ab 1963 war er dort Distinguished Service Professor. 1982 wurde er Professor Emeritus.
1947/48 und 1972/73 war er als Guggenheim Fellow an der ETH Zürich und an der Columbia University. 1958 war er Gastprofessor an der Universität Heidelberg und 1960 an der Universität Frankfurt, 1969 Fulbright Lecturer an der Australian National University in Canberra und 1969 Gastprofessor an der Tulane University.
Er war seit 1986 in zweiter Ehe mit Osa Skotting verheiratet.  Mit seiner ersten Frau Dorothy Jones, die 1985 verstarb, hatte er zwei Töchter.

## Werk
1941 veröffentlichte er zusammen mit Garrett Birkhoff A Survey of Modern Algebra, das schnell das Standardlehrbuch für Algebra wurde.
Seit 1943 arbeitete er mit Samuel Eilenberg auf dem Gebiet der Topologie und insbesondere der Kohomologie zusammen und führte mit diesem die Eilenberg-MacLane-Räume ein. 1945 legten sie mit General Theory of Natural Equivalences (in Trans. Amer. Math. Soc. 58, 1945) das Fundament der Kategorientheorie.

## Ehrungen und Mitgliedschaften
- 1941 Chauvenet-Preis
- 1975 Distinguished Service Award der Mathematical Association of America
- 1976 Korrespondierendes Mitglied der Heidelberger Akademie der Wissenschaften
- 1982/83 Humboldt-Forschungspreis als US Senior Scientist
- 1986: Leroy P. Steele Prize for Lifetime Achievement der American Mathematical Society
- 1989 National Medal of Science

Er war vielfacher Ehrendoktor (u. a. Harvard – ein M. A. ehrenhalber, Yale, University of Pennsylvania, Glasgow).
MacLane war seit 1949 Mitglied der National Academy of Sciences, deren Vizepräsident er 1973 bis 1977 war, der Mathematical Association of America (Vizepräsident 1948 bis 1950, Präsident 1951 bis 1952), der American Philosophical Society (Vizepräsident 1968 bis 1971), der American Academy of Arts and Sciences, in deren Rat er 1981 bis 1985 war. Von 1946 bis 1948 war er Vizepräsident und von 1973 bis 1974 Präsident der American Mathematical Society.
1954 bis 1958 war er im Rat (Executive Committee) der International Mathematical Union. 1974 bis 1980 war er im National Science Board der USA und 1959 bis 1962 und 1969 bis 1972 im Rat der National Academy of Sciences.

## Werke
- Homology, Springer Grundlehren der mathematischen Wissenschaften Band 114 (1967)
- mit Garrett Birkhoff: A Survey of Modern Algebra Macmillan, New York 1977, ISBN 0-02-310070-2.
- Mathematics Form and Function. Springer, New York 1986, ISBN 0-387-96217-4.
- Categories for the Working Mathematician. Springer, New York 1998, ISBN 0-387-98403-8.
- mit Ieke Moerdijk Sheaves in geometry and logic. A first introduction to topos theory, Universitext, Springer-Verlag, 1992, 1994